# Jennifer Kirk
Jennifer Anne Kirk (Jenny) (Newton (Massachusetts), 15 augustus 1984) is een voormalige Amerikaanse kunstschaatsster.
Ze was actief als soliste en trainde laatstelijk bij Frank Carroll en Ken Congemi. Voormalige trainers waren Richard Callaghan, Evy Scotvold, Mary Scotvold en C. Oleson.
Ze nam van 2000 tot en met 2005 deel aan de nationale kampioenschappen waar ze in 2004 de bronzen medaille won. Ze won twee internationale titels. Bij de junioren werd ze in 2000 wereldkampioene en op het Vier Continenten Kampioenschap 2002 werd ze kampioene.

## Persoonlijke records
| records             | punten | datum      | toernooi      |
| ------------------- | ------ | ---------- | ------------- |
| Hoogste totaalscore | 178.77 | 25-10-2003 | Skate America |
| Hoogste korte kür   | 58.68  | 24-10-2003 | Skate America |
| Hoogste lange kür   | 120.09 | 25-10-2003 | Skate America |

## Belangrijke resultaten
| Kampioenschap                | 1998 | 1999  | 2000 | 2001 | 2002 | 2003 | 2004  | 2005  |
| ---------------------------- | ---- | ----- | ---- | ---- | ---- | ---- | ----- | ----- |
| Wereldkampioenschap          |      |       |      |      |      |      | 18e   | 17e   |
| Viercontinentenkampioenschap |      |       |      | 5e   | Goud |      |       | Brons |
| Nationaal Kampioenschap      |      |       | 7e   | 4e   | 5e   | 5e   | Brons | 4e    |
| NK Junioren                  | *    | Brons |      |      |      |      |       |       |

* = bij de novice